# Ben Verweij
Bernard Willem Jan Verweij, plus connu sous le nom de Ben Verweij (né le 31 août 1895 à Medan, à l'époque dans les Indes orientales néerlandaises, aujourd'hui en Indonésie, et mort le 14 juillet 1951 à Amsterdam aux Pays-Bas) est un joueur de football international néerlandais, qui évoluait au poste de défenseur.

## Biographie

### Carrière en sélection
Avec l'équipe des Pays-Bas, il joue 11 matchs (pour aucun but inscrit) entre 1919 et 1924. Il joue son premier match en équipe nationale le 9 juin 1919 contre la Suède et son dernier le 8 juin 1924 face à cette même équipe.
Il participe aux Jeux olympiques de 1920 organisés en Belgique, puis à ceux de 1924 organisés en France. Il joue quatre matchs lors du tournoi olympique de 1920 mais un seul lors du tournoi olympique de 1924. Il remporte la médaille de Bronze en 1920.

## Palmarès
Pays-Bas
- Jeux olympiques :
  -  Bronze : 1920.